# 符騰堡的海因里希·卡爾
符騰堡的海因里希·卡爾（德語：Heinrich Karl von Württemberg，1772年7月3日—1838年7月28日），符騰堡公爵腓特烈二世·歐根的幼子、符騰堡國王腓特烈一世的弟弟。

## 家庭
1798年，海因里希·卡爾和克莉絲汀·卡羅琳·阿列克謝（Christine Caroline Alexei）結婚，兩人共有兩個女兒：
1. 瑪麗（Marie，1802年—1882年）
2. 亞歷山德琳（Alexandrine，1803年—1884年）